# Gennaro Galbiati
Gennaro Galbiati (Napoli, 1776 – Napoli, 27 ottobre 1844) è stato un medico e chirurgo italiano.

## Biografia
Galbiati fu prima chirurgo della Real Marina e poi chirurgo presso l'ospedale degli Incurabili.
La sua formazione avvenne a Napoli, annoverando tra i suoi maestri Domenico Cotugno, Troja e Ferrara.
Come chirurgo si distinse soprattutto in campo ginecologico, perfezionando, anche con l'invenzione di nuovi strumenti, gli interventi di sinfisiotomia e di pelviotomia.
In campo medico è noto per la promozione e la maggiore sicurezza nelle vaccinazioni. Già dal 1801 nel Regno delle Due Sicilie era partita la vaccinazione contro il vaiolo e, al fine di evitare la trasmissione di malattie veneree attraverso la vaccinazione per contatto interumano braccio-braccio, Galbiati promosse la retrovaccinazione con l'utilizzo di bovini. In questo modo si potevano produrre maggiori quantità di vaccino e ridurre i rischi di trasmissione di patogeni quali il Treponema pallidum.

## Pubblicazioni
- Lettera apologetica sulla vaccina in cui si esaminano le opposizioni di ogni genere fatte alla vaccinazione in Napoli, 1803
- Traduzione dell'Istoria del galvanismo ed analisi delle diverse opere pubblicate su questa scoperta dalla sua origine sino al presente, Napoli 1804
- Memoria sulla inoculazione vaccina coll'umore ricavato immediatamente dalla vacca precedentemente inoculata, Napoli 1810
- Operazione del taglio della sinfisi del pube, Napoli 1819
- La pelviotomia. Ragguaglio di una nuova operazione di chirurgia che può con vantaggio sostituirsi alla cesarea, Napoli 1832
- Memoria sulla maniera di costruire i cateteri flessibili ed ogni altro strumento di gomma elastica per uso della chirurgia, Napoli
- Memorie chirurgiche, 1835
- Saggio ed osservazioni sulla cossalgia, Napoli 1838

## Onorificenze
- Socio e fondatore dell'Accademia medico-cerusica di Napoli
- Socio onorario della Real Società borbonica delle scienze
- Corrispondente dell'Accademia medica di Sicilia
- Cavaliere del Real Ordine di Francesco I.